# سریا (نویسه)
سَریا که به اشتباه با نام ه همزه دار نیز شناخته می‌شود، نشانه‌ای در خط فارسی است که به‌صورت «ی» کوچک بر روی حرف «اِ» پایانی واژه قرار می‌گیرد و صدای «یِ» می‌دهد.
در صفحه‌کلید استاندارد فارسی، نویسهٔ سریا با ترکیب کلیدهای ⇧ Shift+N قابل نوشتن است و از ترکیب دو حرف ه و ـٔ به شکل «هٔ» نمایش می‌یابد.

سریا در حالت تنها

سریا بر سر ه

سریا نویسه‌ای فارسی است که در خط عربی وجود ندارد.

## تاریخچه
در سده‌های گذشته، خوشنویسان نستعلیق برای افزایش زیبایی نوشتار، حرف «ی» را پس از «ه» به شکلی کوچک و ظریف می‌نگاشتند. این شیوهٔ خوشنویسی، به تدریج و در گذر زمان، سبب شد که «ی» کوچک و کوچک‌تر گردد و سرانجام جایگاهی بالای «ه» بیابد.

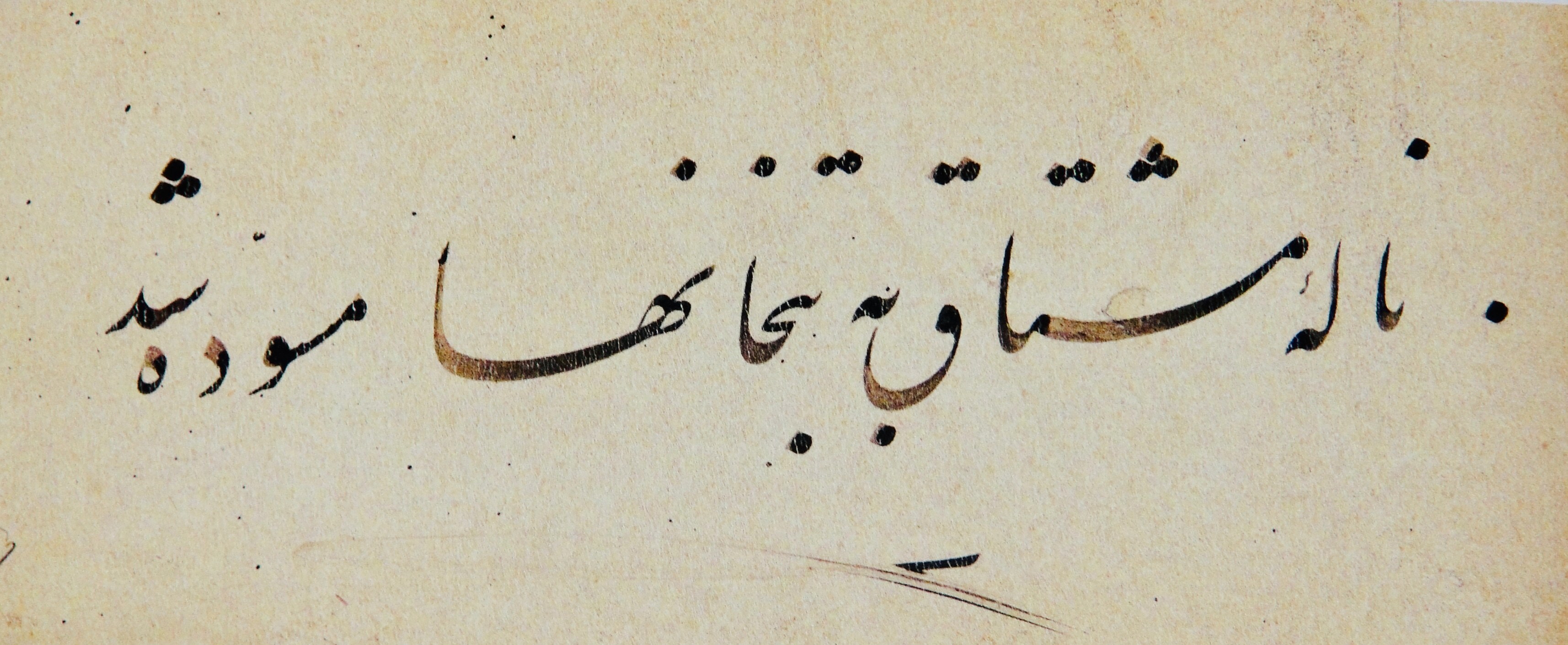
نمونه‌ای از استفادهٔ سریا در خوش‌نویسی نستعلیق

با ظهور انقلاب صنعتی و گسترش صنعت چاپ، نبود نیم‌فاصله در نوشته‌ها به مشکلی بدل شد که آراستگی جملات را می‌کاست. ازاین‌رو، تلگراف‌چیان از همزه به عنوان جایگزین بهره بردند. از همان زمان، این نشانه به «ه همزه‌دار» موسوم شد. این اشتباه بعدها در نخستین قلم‌های فارسی تکرار شد، به‌گونه‌ای که طراحان حروف، سریا را همزه پنداشتند و آن را به صورت «ء» بر فراز «ه» نشاندند. این نادرستی در فونت‌های نوین نظیر وزیر، راوی، انجمن، لوتوس و … اصلاح شده است.

نمایش سریا در فونت وزیر (راست) و دروید نسخ (چپ)

در سال ۱۳۲۱، احمد بهمن‌یار در فرهنگستان زبان و ادب فارسی پیشنهاد کرد که «ی» به شکلی بزرگ و پیوسته با «ه» نگاشته شود. پس از بررسی و نقدهای گوناگون، این پیشنهاد پذیرفته شد و ترکیب‌هایی مانند  «خانه‌ی من»  در کتاب‌های درسی رسمیت یافت.
در آخرین ویرایش دستور خط فارسی که در سال ۱۳۹۴ از سوی فرهنگستان زبان و ادب فارسی منتشر شد، دربارهٔ سریا چنین آمده است:
برای کلماتِ مختوم به‌های غیرملفوظ، در حالتِ مضاف، از علامتِ «ء» * استفاده می‌شود: خانهٔ من، نامهٔ او
- این علامت کوتاه‌شدهٔ «ی» است.

— دستور خط فارسی/ مصوب فرهنگستان زبان و ادب فارسی، چاپ سیزدهم ۱۳۹۴، ص ۲۸
با این همه، در برخی از کتاب‌های درسی، این قاعده رعایت نمی‌شود و واژه‌های مختوم به «ه» همچنان با «ی» بزرگ چسبیده نگاشته می‌شوند.

### دیدگاه کارشناسان
شهاب سیاوش، طراح گرافیک و فونت، در این‌باره می‌نویسد:
همزه یکی از علامت‌های الفبای عربی‌ست که در حالات مختلف به چندین شکل تبدیل شده و نوشته می‌شود: ء أ إ ئ ؤ 
 اما «یای اضافه» یا «یای کوچک» یا آن چیزی که برخی به آن «شش کوچک» هم می‌گویند نه همزه است و نه شش. این علامت کوچک‌شده و مختصر شدهٔ «ی ربط» بوده که بعد از کلماتی که به «ه» ختم می‌شده‌اند به صورت حرفی شبیه به «ی» نوشته می‌شده. پس از وارد شدن به دوران تکنولوژی و تبدیل حروف عربی و بعد فارسی به فونت‌ها، از آنجا که نخستین نسخه‌های فونت‌ها توسط طراحان خارجی یا با مشورت اعراب طراحی شده، دقت زیادی به «یای اضافهٔ فارسی» نشد. حتی ایرانیان هم همزه را با آن اشتباه گرفته و فونت‌ها هم به همین صورت طراحی شدند که با زدن دکمه‌ای همزه بر روی «ه» قرار می‌گرفت که نشانهٔ «شش کوچک» باشد. متأسفانه، این مشکل همین حالا هم وجود دارد و با وجود این که در سال ۱۹۹۳ یونیکد Arabic Letter Heh With Yeh Above را اضافه کرد اما هنوز هم در اکثر فونت‌ها خبری از این نشانه نیست و همچنان همزه به جایش استفاده می‌شود.— شهاب سیاوش

## تفاوت سریا با همزه
سَریا و همزه دو نویسهٔ کاملاً جداگانه در خط فارسی هستند. همزه، یک نشانهٔ آوایی است که نشان‌دهندهٔ یک واج واکه (مصوت)، یعنی صدای «ء» یا مکث ناگهانی در گلو است. این نویسه در واژه‌هایی مانند توأمان، ائمه، صائب، لؤلؤ و … به کار می‌رود و نقش یک حرف مستقل را دارد.
در سوی دیگر، سریا یک نشانهٔ دستوری و نگارشی است، نه یک واج مستقل. این نویسه هیچ آوای جداگانه‌ای ندارد و تنها برای نشان‌دادن «اضافه» یا نسبت مالکیت و وصف، پس از واژگانی که به «ه» غیرملفوظ (غیرقابل تلفظ) پایان می‌یابند، به کار می‌رود و تلفظ آن معمولاً به‌صورت یک کسره «ـِ» یا «یِ» شنیده می‌شود.
همزه در زبان فارسی از نظر آواشناسی با واج «ع» نیز یکسان انگاشته می‌شود و دارای اشکال گوناگونی در نگارش است (ء، أ، ئ، ؤ). این در حالی‌ست که «سَریا» تنها بر روی حرف «ه» پایانی واژه قرار می‌گیرد.

## کاربرد
سریا در حالت تنها به صورت «هٔ» و در حالت چسبیده «ـهٔ» نمایش داده می‌شود.
- سریا روی اِ آخر چسبان: خانهٔ من
- سریا روی اِ آخر تنها: رودهٔ بزرگ

کاراکتری ظاهراً مشابه با سریا وجود دارد که علی‌رغم شباهت دیداری، از لحاظ ساختاری با آن یکسان نیست. این نویسه «ۀ» (یونی‌کد U+06C0، U+FBA4) است که برخلاف هٔ (سریا)، از ترکیب «ه» و «ـٔ» تشکیل نشده است. این کاراکتر استاندارد نبوده و بیشتر در زبان‌هایی چون اردو به کار می‌رود. گفتنی است که در برخی از نسخه‌های قدیمی قلم‌ها، این نویسه به حرف پیشین نمی‌چسبد.
- درست: خانهٔ = خانه + ـٔ
- نادرست: خانۀ = خان + ۀ

این نویسهٔ غیر استاندارد، در الفبای پشتو حرف چهلم است که به نام «کاجیرا هه» شناخته شده، نمایانگر واکه /ə/ بوده و به صورت ⟨ë⟩ آوانویسی می‌شود. همچنین در هر دو نوشتار پشتو و فارسی، تنها در جایگاه پایانی واژه ظاهر می‌شود.

## شیوهٔ نمایش در قلم‌های فارسی
در قلم‌های عربی و قلم‌های فارسی بدوی مانند آریال و تاهوما، این نویسه به اشتباه به شکل همزه‌ای کوچک نشان داده می‌شد.
در قلم‌های فارسی امروزی مانند قلم وزیرمتن، این نویسه به شکل درست آن (ی کوچک، نصفه یا دُم‌بریده) نشان داده می‌شود.